# فيفيان أنطونيوس
فيفان انطونيوس (4 يونيو 1975 -)، ممثلة وكاتبة لبنانية.

## حياتها الخاصة
درست في الجامعة اللبنانية الإخراج والتمثيل وتخرجت في عام 1993، خضعت لتربية صارمة من والديها
بدأت مسيرتها الفنية في سن السابعة عشرة بالعمل مع الكاتب الدرامي مروان نجار، وكان أول عمل لها هو مسلسل (حريف وظريف)، شاركت بعدها بالعديد من المسلسلات والأفلام حتى اعتزلت الفن في عام 2003 بعد فيلم (أحبيني) في وقت كانت تتصدر أسماء قليلة الساحة الفنية في لبنان

### حياتها الأسرية
تزوجت من أرشاغ دخادشودريان، ولديها ابنتان ( لامار ،سوسي) وولدان (ياني وولدها الأصغر كيغام)

## الإعتزال والعودة
اعتزلت الفن في عام 2004 بعد فيلم أحبيني لتعود في عام 2008م.

## أعمالها

### في التلفزيون
- (1997): حريف وظريف
- (1997): طالبين القرب
- (2002): شلة عالهلة[5]
- (2002): لمحة حب
- (2002): السفينة رحلة 13
- (2002): الجبال حين تنهار
- (2003): عبدو وعبدو
- (2004): رجل من الماضي
- (2008): ابني
- (2008): ورود ممزقة
- (2008): محلولة
- (2009): ساعة بالإذاعة
- (2010): إلى يارا
- (2011): الأرملة والشيطان
- (2012): الغالبون الجزء الثاني
- (2013): شوارع الذل
- (2015): 24 قيراط
- (2017): ثورة الفلاحين
- (2017): أدهم بيك
- (2017): بلحظة
- (2018): بوح السنابل
- (2018): حنين الدم[6]
- (2019): بروفا
- (2020): ع إسمك
- (2020): لو ما التقينا
- (2021): للموت
- (2022): عروس بيروت 3
- (2023):الثمن
- (2023):لحن البحر

### في السينما
- (2002): مشوار
- (2003): أحبيني
- (2016): أهلاً بكم في لبنان
- (2017): آند أكشن

### في التأليف
- (2010): إلى يارا
- (2013): شوارع الذل
- (2021): حكايتي

## روابط خارجية
- فيفيان أنطونيوس على موقع قاعدة بيانات الأفلام العربية